# Pierre Albaladejo
Vous lisez un « bon article » labellisé en 2015.
Pour les articles homonymes, voir Albaladejo (homonymie).

a Compétitions nationales et continentales officielles uniquement.

b Matchs officiels uniquement.
Pierre Albaladejo, né le 14 décembre 1933 à Dax (Landes), est un joueur de rugby à XV international français qui évolue principalement au poste de demi d'ouverture des années 1950 jusqu'au milieu des années 1960, devenu ensuite commentateur sportif et homme d'affaires.
Il compte trente sélections en équipe de France entre 1954 et 1964. Il marque 104 points. Il est capable de jouer des deux pieds, notamment lors de ses tentatives de drop. Fidèle au club de l'US Dax, il est un des acteurs de la victoire française lors de quatre Tournois des Cinq Nations (1954, 1960, 1961 et 1962). Il participe aux tournées en Nouvelle-Zélande et en Australie en 1961 ainsi qu'en Afrique du Sud en 1964. Il est finaliste du Championnat de France de rugby en 1956, 1961, 1963 et 1966.
Pierre Albaladejo devient le premier consultant sportif à la radio en 1968. Il devient en janvier 1975 commentateur sportif sur Antenne 2 aux côtés de Roger Couderc. Après avoir travaillé avec Pierre Salviac, puis quitté France 2 en 1999, il poursuit sa carrière de commentateur à la radio jusqu'en 2007. Il prend également part à des émissions relatives à la tauromachie, auprès de Canal+ et France 3 Aquitaine.

## Carrière sportive

### Jeunesse
Pierre Albaladejo naît le 14 décembre 1933 à Dax dans une famille d'origine modeste, d'un père employé d'une compagnie d'électricité et d'une mère basque, et présente des origines andalouses. Il grandit avec ses trois frères dans le quartier dacquois du Sablar. À l'âge de 20 ans, il est ouvrier typographe, métier qu'il aborde dès ses 14 ans en tant qu'apprenti dans une imprimerie de sa ville natale.

### Débuts avec Dax et en équipe de France

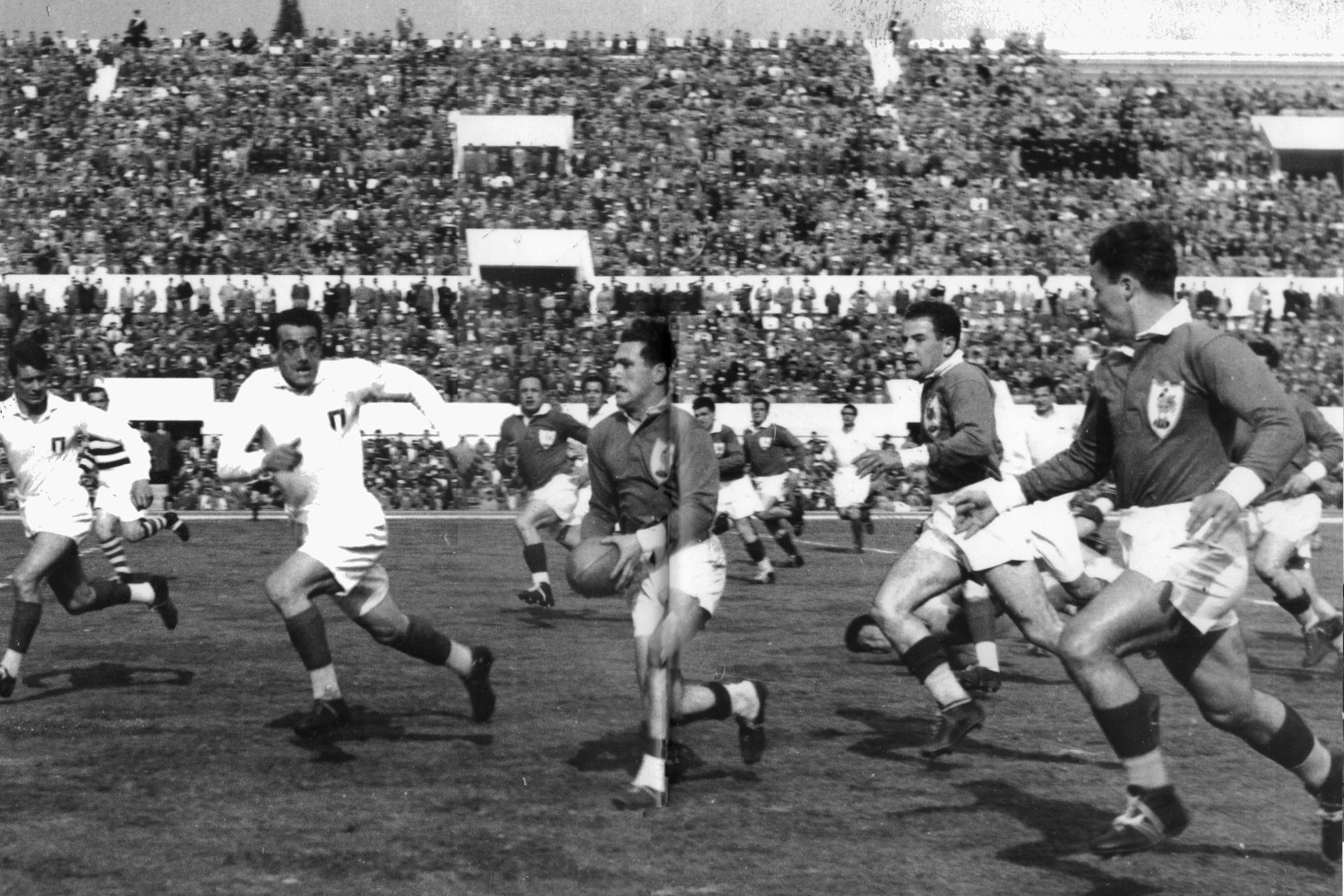
La finale de la Coupe d'Europe FIRA 1954 entre la France et l'Italie est le 2e match international officiel de Pierre Albaladejo.

Pierre Albaladejo entre à l'école de rugby de l'US Dax dès l'âge de 11 ans. Alors en catégorie junior sous les ordres d'Albert Gommes et Roger Ducournau, il est appelé avant ses 20 ans à tenir le poste d'arrière de l'équipe première, en 1952. Il est remarqué lors de la saison de championnat 1953-1954, pour ses prestations contre le FC Lourdes, et plus notamment lors du seizième de finale perdu à Toulouse contre Béziers fin mars,. Aussi, il reçoit sa première cape internationale à l'âge de 20 ans le 10 avril 1954, pour affronter l'équipe d'Angleterre au stade Yves-du-Manoir de Colombes lors du dernier match disputé par les Français lors de l'édition 1954 du Tournoi. Il est retenu au poste d'arrière. Il est le troisième Français essayé à ce poste lors de cette édition, après Michel Vannier et Henri Claverie, jugés pas assez satisfaisants lors des matchs précédents, le premier nommé contre l'Écosse et l’Irlande, le second contre le pays de Galles. La France gagne le match 11 à 3 et remporte pour la première fois le Tournoi, ex aequo avec l'Angleterre qu'elle prive ainsi de Grand Chelem, et avec le pays de Galles, vainqueur le même jour de l'Écosse. Le jeune Dacquois commet quelques erreurs, mais réussit quelques actions brillantes,. Les sélectionneurs le retiennent quelques jours plus tard dans le cadre de la Coupe d'Europe FIRA 1954, compétition organisée par la Fédération internationale de rugby amateur, pour un match contre l'Allemagne de l'Ouest puis pour affronter l'Italie à Rome avant de ne plus le rappeler en équipe nationale jusqu'en 1960.
En 1956, l'US Dax de Pierre Albaladejo se hisse en finale du championnat de France pour la première fois de son histoire. Après avoir écarté l'AS montferrandaise en huitièmes de finale, puis le Castres olympique en demi-finale à Béziers,, les Landais sont confrontés au Football club lourdais au stadium municipal de Toulouse. S'ils dominent l'entame de match, le coup de pied de Pierre Albaladejo n'est pas au rendez-vous et il manque trois buts bien placés. Les Bigourdans prennent alors l'ascendant et sont les seuls à faire évoluer le score, entre autres sous la botte de Jean Prat. L'arrière rouge et blanc manque en tout cinq coups de pied de pénalité durant la rencontre, qui se clôture sur le score de 20-0 pour les Lourdais.
La saison suivante, Pierre Albaladejo décroche son premier titre national en remportant le Challenge Yves du Manoir de 1957 aux dépens de Montferrand. À l'issue d'un match de championnat à Bourg-en-Bresse lors de la saison 1958-1959, il troque définitivement le maillot dédié au poste d'arrière pour celui floqué du numéro 10 du demi d'ouverture. C'est Émile Gensous qui est à l'origine de ce changement : il estime qu'il n'a pas les qualités pour s'intercaler dans la ligne d'arrières, et d'assurance sur les balles hautes; mais son jeu au pied à un poste de demi d'ouverture est une bonne arme tactique. En fin de saison, l'US Dax retrouve au Parc des Princes la Section paloise en finale du Challenge Yves du Manoir 1959, la même équipe qui l'a éliminée au stade des huitièmes de finale du championnat de France 1958-1959 quelques semaines plus tôt au parc des sports d'Aguiléra. Pierre Albaladejo marque tous les points de son équipe avec quatre drops, deux du pied droit et deux du gauche, permettant à l'USD de remporter une seconde coupe nationale,,. Il réussit auparavant trois autres drops contre le SC Mazamet en quart de finale à Lourdes et deux contre le Stade toulousain en demi-finale au stade de la Croix du Prince de Pau, soit neuf en l'espace de trois matchs de phase finale,.

### Retour en équipe de France, victoires dans le Tournoi
Lors de la deuxième rencontre du Tournoi 1960, l'équipe de France concède le match nul 3-3 à Colombes, contre l'Angleterre. Les sélectionneurs opèrent des changements, Pierre Lacroix, Pierre Albaladejo, Guy Boniface, Jean-Pierre Saux et Hervé Larrue intègrent l'équipe le 26 mars 1960 pour une victoire 16 à 8 face au pays de Galles à Cardiff.
À Colombes, le 9 avril 1960, lors du France-Irlande du Tournoi des Cinq Nations, Pierre Albaladejo est le premier joueur à réussir trois drops en match international,. Cette performance additionnée aux neufs drops marqués en Challenge Yves du Manoir un an plus tôt lui valent le surnom de « Monsieur Drop »,. Il dispute les deux tests suivants de l'équipe de France, face à Italie, où il inscrit deux nouveaux drops, puis face à la Roumanie.
Pierre Albaladejo, blessé, ne peut pas participer à la demi-finale du championnat de France 1959-1960 contre le Football club lourdais. Dax fait preuve de grandes qualités, Raymond Albaladejo, le grand frère, brille et les Landais mènent 0-8. Mais les quintuples champions de France jouent bien et l'emportent 13-8.
Pour la première rencontre du Tournoi 1961, il inscrit une pénalité, un drop et une transformation, le tout en deuxième mi-temps, lors d'une victoire 11 à 0 face à l'Écosse à Colombes. Mais la ligne des trois-quarts n'a pas attaqué. Alors qu'ils ont de bonnes balles, le centre Jacques Bouquet fait des courses latérales ou conserve le ballon, le demi d'ouverture Pierre Albaladejo joue au pied, néglige le jeu de ligne, oublie les ailiers et Roger Martine, déplacé du centre à l'arrière, pour s'intercaler et jouer offensif. Pierre Albaladejo applique les consignes de prudence du capitaine François Moncla,.
Il est également présent lors du match face aux Springboks, qui disputent le dernier match de leur tournée en Europe entamée en 1960, ponctuée de quatre victoires face aux quatre nations britanniques. Cette rencontre se termine sur un score nul de 0 partout. Le combat est féroce devant, la mêlé fermée disputée. L'ouvreur dacquois tente un drop qui frôle les poteaux. Il participe à chaque rencontre du Tournoi remporté par les Français, avec le Petit Chelem, une victoire sans défaite (trois matchs gagnés et un match nul). Les « Bleus » concèdent le match nul 5-5 contre l'Angleterre à Twickenham. C'est le pilier Amédée Domenech qui s'illustre, en prenant la place du trois-quart aile Dupuy, blessé. Impeccable en défense, sur les réceptions des coups de pied, il feinte une passe au juge de touche sur une contre-attaque.
Pierre Albaladejo parvient en 1961 à disputer la finale du championnat de France avec l'US Dax, après avoir écarté successivement depuis les seizièmes-de-finale l’US Romans, le Stade bordelais, le Stade rochelais et le SO Chambéry. Pour le quart de finale contre les maritimes, les rouge et blanc sont menés 9-8 à une minute du terme de la rencontre. Bala tente alors un drop, passant largement hors des perches; la défense rochelaise ne maîtrise pas la réception du ballon et c'est le centre dacquois Jacques Bénédé qui le récupère pour marquer l'essai de la qualification. Ils affrontent alors l'AS Béziers pour la rencontre finale dans la quête du Brennus. Le match est heurté et moyen,. L'ouvreur dacquois a marqué une pénalité et bien joué au pied. Paul Dedieu a également marqué trois points et le score est de 3-3 quand le Biterrois Pierre Danos réussit un drop à dix minutes de la fin dans un angle difficile,.
L'ouvreur dacquois est retenu pour effectuer la tournée de l'équipe de France en Nouvelle-Zélande et en Australie en 1961. L'autre demi d'ouverture est Guy Camberabero (La Voulte), Claude Lacaze (Lourdes), retenu à l'arrière, peut jouer également demi d'ouverture. Pierre Albaladejo joue le premier test-match, la France s'incline 13-6 contre les All Blacks, Pierre Albaladejo réussit deux drops. Le deuxième test, à Wellington, se dispute dans une tempête, empêchant de taper en touche. Albaladejo essaye de transformer un essai marqué par Jean Dupuy. Mais lors de cette tentative, sous la force du vent, le ballon s'élève, puis lui passe au-dessus pour retomber non loin de la ligne des 22 française. Les All Blacks s'imposent 5-3. Absent lors du troisième test, au profit de Camberabero, il réussit deux nouveaux drops lors du quatrième test-match face aux Wallabies. Pierre Albaladejo dispute 9 des 15 matchs de la tournée, 3 des 4 test-matchs, il est le meilleur marqueur avec 24 points (5 drops, 1 pénalité, 3 transformations).
Il participe aux quatre matchs du Tournoi des Cinq Nations 1962. Avec un rôle de buteur, il inscrit deux pénalités et une transformation face à l'Écosse, deux transformations face à l'Angleterre, et une transformation face à l'Irlande. La France remporte ces trois rencontres, mais s'incline à Cardiff face aux Gallois. Elle remporte toutefois le Tournoi.
Il manque de peu une seconde apparition consécutive au match final du championnat. Après s'être défait de l'USA Perpignan, du CA Lannemezan et du Stade rochelais, il affronte le SU Agen au Parc Lescure. Alors que les Dacquois prennent l'avantage avec un essai transformé par Pierre Albaladejo, ils sont rejoints à la dernière minute du temps réglementaire et doivent jouer la prolongation. Bala marque un drop cinq minutes avant la fin du temps additionnel qui peut sceller l'issue de la rencontre, puis les rouges bénéficient d'une pénalité près de l'en-but adverse à la suite de l'expulsion d'un joueur lot-et-garonnais. Le règlement prévoit un coup de pied face aux perches que l'ouvreur dacquois aurait utilisé pour se mettre à l'abri au score. Pourtant l'arbitre ordonne une mêlée, profitant finalement aux Agenais qui finissent par franchir la ligne d'en-but et arriver à un score de parité de 8-8, qualifiant le SUA au bénéfice du nombre d'essais marqués.

### Dernières saisons
Lors du Tournoi des Cinq Nations 1963, l'équipe de France s'incline à deux reprises, mais termine deuxième du Tournoi. Les 40 points des Français sont inscrits par l'ouvreur dacquois (16 points, 1 pénalité, 1 drop, 5 transformations), Christian Darrouy (9 points, 3 essais), Guy Boniface (9 points, 3 essais) et André Boniface (6 points, 2 drops), tous les quatre joueurs landais.
En 1963, Bala et son club se hissent en finale après avoir écarté le Stade aurillacois, le RC Toulon, le SO Chambéry et le FC Grenoble. La finale du championnat de France disputée à Bordeaux suscite beaucoup de ferveur dans les Landes, puisque le Stade montois est opposé aux coéquipiers de Pierre Albaladejo. 40 kilomètres séparent les deux villes, la préfecture et la sous-préfecture ; aucun des deux clubs n'a encore gagné le titre. Parmi les nombreuses couvertures médiatiques sur la semaine précédant l'événement sportif landais, l'une des plus notables est à l'initiative du journal régional Sud Ouest. Les rédactions départementales organisent une rencontre sur terrain neutre entre les capitaines et entraîneurs des deux clubs : Pierre Albaladejo et Jean Desclaux face à André Boniface et Fernand Cazenave répondent ainsi aux questions de la presse à Tartas, commune à équidistance des deux cités landaises concernées. La veille du match, l'ouvreur dacquois se réveille frappé par une angine et risque de ne pas disputer la finale. Il tient tout de même sa place sur le terrain, bien qu'il ait « 38,6° de température » et doive « jouer sous antibiotique », commente au micro Roger Couderc à l'entrée des joueurs sur la pelouse. La tension est énorme, « la rencontre est assez décevante sur le plan du jeu » avoue André Boniface, joueur du Stade montois, et la victoire 9-6 est l'essentiel pour les Montois. « Quand on perd, tout s'effondre, vous n'existez plus. » rajoute le centre international. Dax et Pierre Albaladejo (qui inscrit un drop pendant la rencontre) ne seront jamais champions de France, contrairement à André, Guy Boniface et Christian Darrouy.
Pour le premier match du Tournoi des Cinq Nations 1964, le 4 janvier 1964 à Édimbourg, la France et Pierre Albaladejo s'inclinent 10-0 contre l'Écosse. L'ouvreur dacquois est retenu pour le match contre les All Blacks en tournée en Europe le 8 février 1964. Si Pierre Albaladejo ouvre le score et tente de repousser les Néo-Zélandais du camp français par du jeu au pied, la France s'incline 12-3. Lors du dernier match du Tournoi contre l'Irlande, la France l'emporte 27-6. Pierre Albaladejo fait une percée qui donne un essai de 80 mètres marqué par Christian Darrouy. Il participe de manière brillante aux contre-attaques françaises. Il joue bien le rôle de distributeur.
Il obtient l'Oscar du Midi olympique (meilleur joueur français du championnat) en 1964. Il annonce que c'est sa dernière saison internationale. Aussi, l'émission Les Coulisses de l'exploit lui consacre un sujet intitulé Monsieur Drop, réalisé et commenté par le spécialiste français du sujet, Roger Couderc.
Il est retenu pour effectuer la tournée de l'équipe de France en Afrique du Sud. Le 25 juillet 1964, il affronte les Springboks à Springs. La pression est importante, la précédente tournée de l'équipe de France de rugby à XV en 1958 en Afrique du Sud, première tournée d'une équipe de rugby à XV représentant la France dans une nation du Commonwealth de l'hémisphère Sud,, a abouti à une victoire finale sur la série de test matchs (avec une victoire et un match nul). La France domine le match grâce au pack d'avants, et elle prend l'avantage sur un essai de l'ailier Christian Darrouy. Pierre Albaladejo réussit la transformation d'une position difficile. Les Sud-Africains manquent une transformation et la France s'impose 8-6. Pour le Midi olympique, Pierre Albaladejo est au sommet de son art dans l'occupation et le déplacement au pied. Il arrête néanmoins sa carrière internationale à l'issue de cette tournée, « parce que j'avais mes affaires, ma famille, mes enfants », déclare-t-il plus tard.
À l'occasion de cette tournée en pleine époque de l'apartheid, il est au cœur d'un incident diplomatique mineur. Alors qu'il s'entraîne avec les autres buteurs de l’équipe de France sur un terrain de Johannesbourg, il est surpris par des photographes en train de jouer avec des enfants noirs et paraît le lendemain en une d'un journal. Il est convoqué le jour même par l'ambassade et est prié de quitter le pays. Pour rétablir l'ordre, le directeur de la tournée du XV de France menace alors de rapatrier toute la délégation en Europe si la sanction n'est pas levée.
Quelques semaines après la fin de son expérience internationale, il dispute avec l’US Dax un match amical à Bordeaux contre le CA Bègles. À l'issue de la rencontre, avec son frère Raymond et ses coéquipiers Jean Othats et Émile Carrère, il prend en voiture la direction de la gare pour prendre un train de nuit et rallier la capitale en vue d'un stage d'éducateur à l'Institut national des sports, après quoi ses amis rentrent en direction de Dax. Arrivé à son hôtel parisien le lendemain matin, Pierre est informé par sa femme de la mort dans un accident de la route de son frère et de ses deux compagnons, à la suite d'un accrochage avec un camion, envoyant le véhicule des trois joueurs s'écraser sur un arbre en bordure de route. Pour les honorer, il accepte de disputer en octobre le match international face aux Fidji malgré sa retraite annoncée quelques mois plus tôt, rencontre où il se blesse, rupture du scaphoïde.
Quand le Dacquois quitte la sélection à 30 ans et 30 sélections, il a inscrit 104 points, 16 transformations, 12 drops et 12 pénalités.
Fin 1965, il manque de quelques centimètres la pénalité en seizièmes de finale contre le RC Toulon qui aurait permis de continuer l'avancée dans les phases finales, à l'issue d'une saison rude marquée par le traumatisme vécu quelques mois plus tôt, avec l’accident mortel ôtant la vie à son frère Raymond ainsi qu'à ses coéquipiers Jean Othats et Émile Carrère. Pour la saison suivante, Bala voit son équipe fortement diminuée, avec la perte de plusieurs de ses joueurs cadres de l’exercice précédent (les plus notables étant les trois décès survenus quelques mois plus tôt et la retraite d'André Berilhe). Malgré tout, il se défait avec ses coéquipiers de l'USA Limoges et du CA Bordeaux-Bègles en seizièmes et huitièmes de finale, avant de contribuer activement à la victoire des Dacquois en quart de finale du championnat de France 1965-1966 à Béziers contre le Stade tarbais. Il marque plus tard un drop en demi-finale contre le SC Graulhet à la 88e minute alors que les deux équipes étaient bloquées sur le score de 5-5, écart qui est creusé quelques secondes plus tard par un essai landais pour assurer la place en finale. Disputée contre le SU Agen, elle est ponctuée par de nombreuses brutalités et s'achève par une nouvelle défaite pour l'US Dax et Pierre Albaladejo, auteur d'un coup de pied de pénalité pendant le match. Il prend sa retraite sportive et quitte son club de toujours à l'issue de l'intersaison 1966, deux ans après l'équipe de France. Il concède plus tard : « Parce qu'il y avait eu l'accident avec les décès de Raymond, Émile et Jean. Je ne pouvais pas finir comme ça. Pour le club, pour eux, et j'ai certainement fait là mes deux meilleures saisons avec le club ».

## Palmarès

### En club
En quatorze saisons passées avec l'Union sportive dacquoise, Pierre Albaladejo tente à de nombreuses reprises de remporter le Championnat de France en disputant les phases finales jusqu'aux finales, en vain. Il est vice-champion de France en 1956, 1961, 1963 et 1966, il est ainsi l'un des deux seuls joueurs, avec Christian Lassère, à avoir disputé quatre des cinq finales du club dacquois. Il remporte le Challenge Yves du Manoir en 1957 et 1959.

### En équipe nationale
Pierre Albaladejo a remporté quatre Tournois en 1954, 1960, 1961 et en 1962. En 1954, c'est la première victoire de l'histoire de la France. En 1960 et en 1961, c'est le Petit Chelem, une victoire sans défaite (trois matchs gagnés et un match nul).
| Édition           | Rang | Résultats France | Résultats Albaladejo | Matchs Albaladejo |
| ----------------- | ---- | ---------------- | -------------------- | ----------------- |
| Cinq Nations 1954 | 1    | 3 v, 0 n, 1 d    | 1 v, 0 n, 0 d        | 1/4               |
| Cinq Nations 1960 | 1    | 3 v, 1 n, 0 d    | 2 v, 0 n, 0 d        | 2/4               |
| Cinq Nations 1961 | 1    | 3 v, 1 n, 0 d    | 3 v, 1 n, 0 d        | 4/4               |
| Cinq Nations 1962 | 1    | 3 v, 0 n, 1 d    | 3 v, 0 n, 1 d        | 4/4               |
| Cinq Nations 1963 | 2    | 2 v, 0 n, 2 d    | 2 v, 0 n, 2 d        | 4/4               |
| Cinq Nations 1964 | 3    | 1 v, 1 n, 2 d    | 1 v, 1 n, 1 d        | 3/4               |

Légende : v = victoire ; n = match nul ; d = défaite ; la ligne est en gras quand il y a Grand Chelem.

## Statistiques en équipe nationale
De 1954 à 1964, Pierre Albaladejo dispute 30 matchs avec l'équipe de France au cours desquels il marque 104 points, 16 transformations, 12 drops, 12 pénalités, aucun essai. Il participe notamment à six tournois des Cinq nations de 1954 à 1964. Il remporte deux Petits Chelem et deux autres tournois. Il participe aux tournées en Nouvelle-Zélande et en Australie en 1961, en Afrique du Sud en 1964.
Pierre Albaladejo débute en équipe nationale à l'âge de 21 ans le 10 avril 1954, joue une deuxième fois en 1954, pour ne plus être retenu avant 1960. Il joue régulièrement jusqu'à la fin de l'année 1964.
Il détient toujours le record du plus grand nombre de drops réussis sur un match dans le Tournoi des Cinq/Six Nations, avec 3 en 1960, face à l'Irlande. Jean-Patrick Lescarboura en 1985 (lors de la rencontre entre la France et l'Angleterre), Diego Dominguez en 2000 (Italie-Écosse) et Neil Jenkins en 2011 (Galles-Écosse) réussissent la même performance. Sur l'ensemble de sa carrière, il en réussit 12, trois de moins que Jean-Patrick Lescarboura (15) et autant que Didier Camberabero en équipe de France, loin derrière le meilleur marqueur international, Jonny Wilkinson, avec 36 drops en 91 sélections nationales.

## Famille

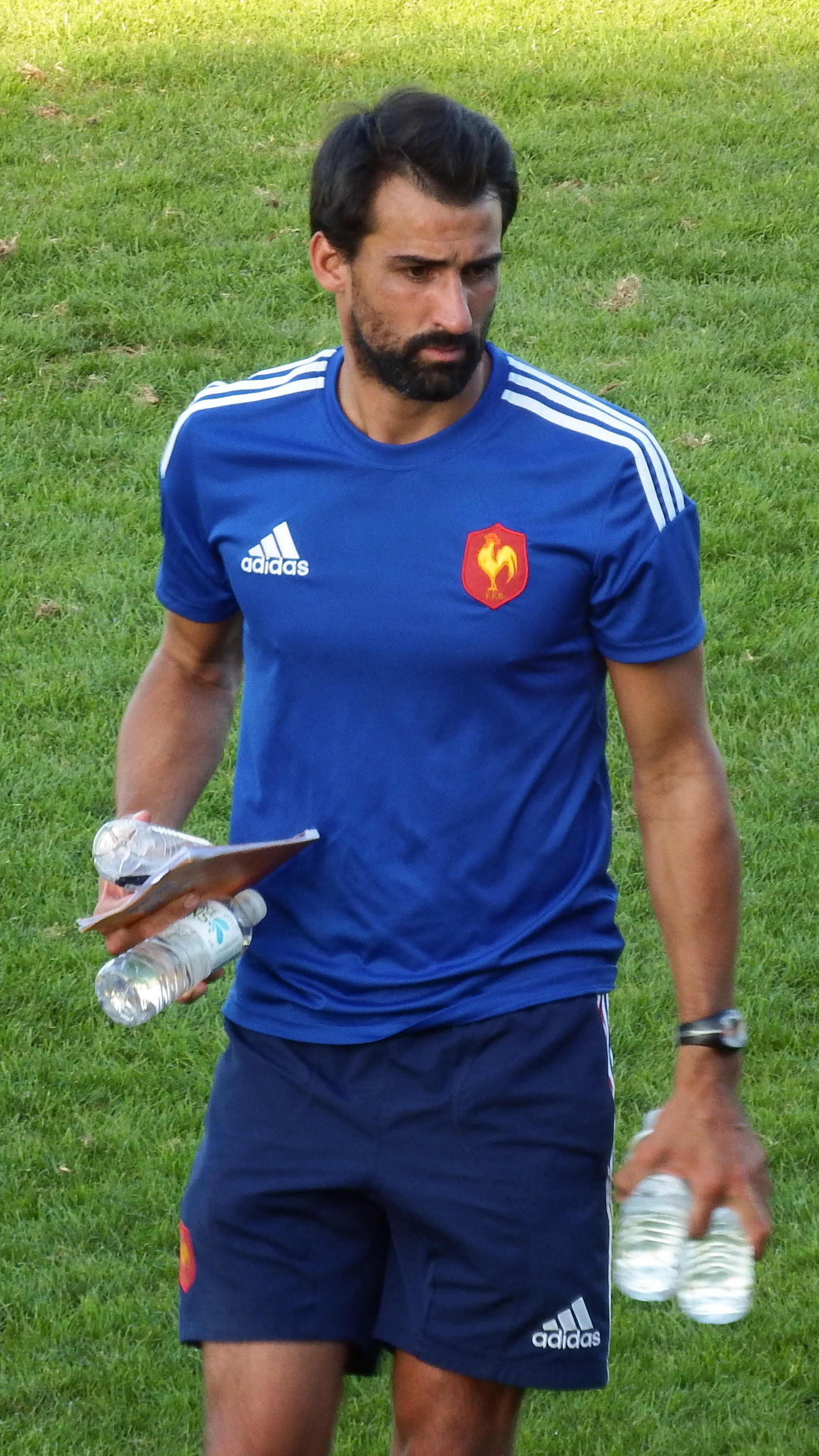
Paul Albaladejo, petit-neveu de Pierre, fait carrière en rugby à sept.

Son frère ainé et son petit-neveu, Raymond et Paul Albaladejo, jouent également au haut niveau au rugby à XV. Le premier évolue au poste d'ailier à l'US Dax en même temps que son frère. Il est victime d'un accident de la circulation en septembre 1964, il décède ainsi que deux autres joueurs, l'international Jean Othats et Émile Carrère,. Le second évolue également au poste d'ailier au sein du club dacquois dans les années 2000, avant de se reconvertir au rugby à sept en tant qu'international en équipe de France de rugby à sept de 2008 à 2015 ; à l'arrêt de sa carrière, il est le meilleur marqueur de l'histoire de l'équipe de France à sept et le 17e au niveau mondial, avec 891 unités inscrites. En janvier 2017, Paul est officiellement nommé entraîneur adjoint de l'équipe de France féminine de rugby à sept. Un autre de ses petits-neveux, Clément Albaladejo, joue au rugby au niveau amateur, évoluant au poste de centre avec l'US Tyrosse dans les années 2010 après avoir été formé par le Biarritz olympique.

## Style de joueur

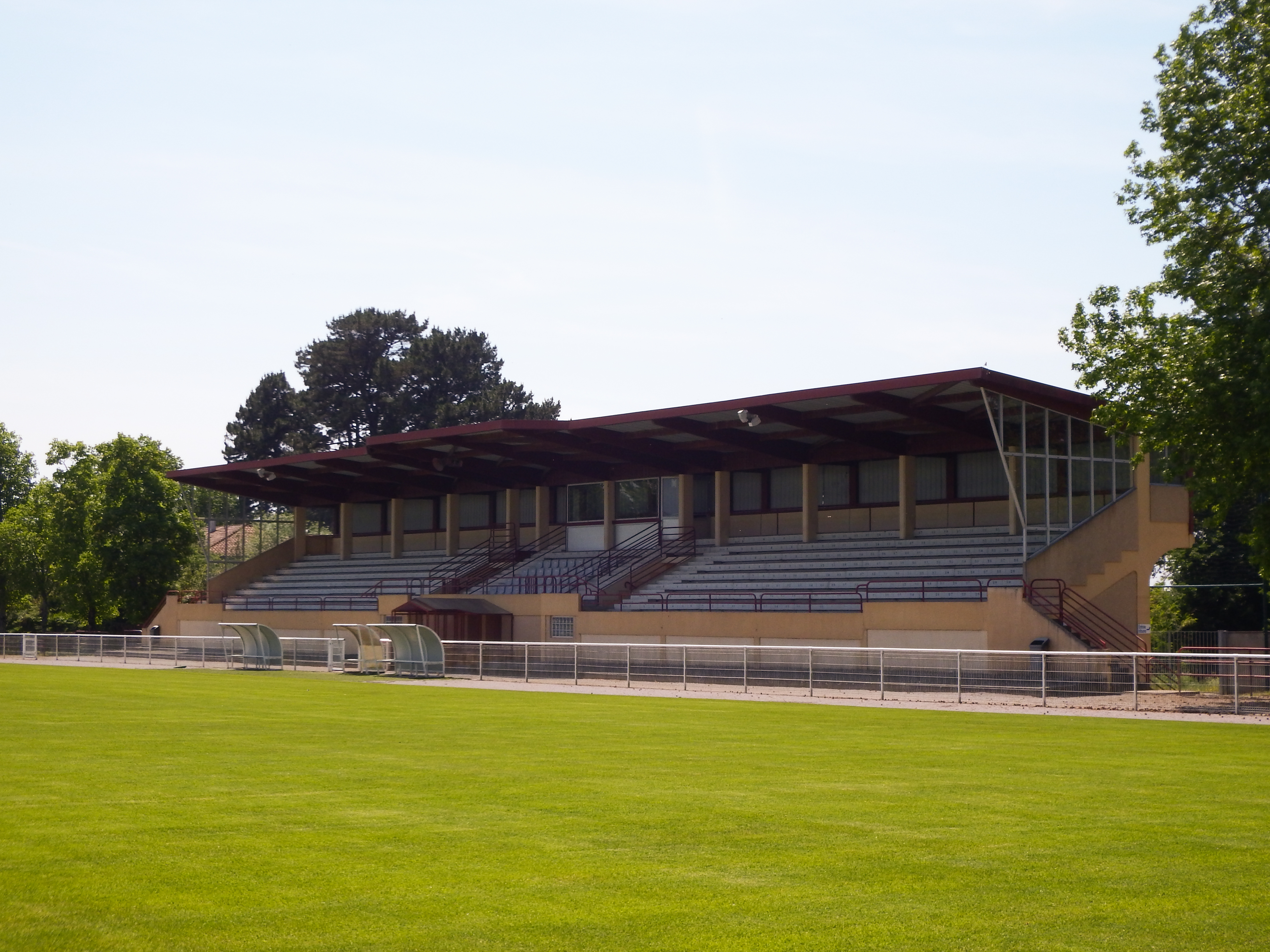
Pierre Albaladejo s'entraîne dans sa jeunesse aux coups de pied sur le stade de Saint-Paul-lès-Dax.

Pierre Albaladejo est un buteur. Il porte des chaussures dures, carrées au bout, les ballons sont en cuir et lourds par temps humide. Il faut alors frapper la balle de la pointe, avoir beaucoup de maîtrise dans le geste et la puissance. Dans les années 1960, compte tenu du matériel et des équipements, le nombre de points au pied est moindre que dans les années 2000. Jean Prat est le buteur en équipe de France en 1954, les arrières Michel Vannier et Paul Dedieu ont également buté en équipe de France dans les années 1960 quand Pierre Albaladejo est retenu à l'ouverture.
« Au départ, on a le don. On frappe plus vite et plus loin que tout le monde. C'est une question de coordination naturelle et de vitesse. Ensuite, c'est une affaire, une longue patience. Il faut un fort équilibre psychologique et, ce que j'appelle l'intelligence des courants d'air et des vents. ». À dix-neuf ans, Max Rousié le dirige seul sur le stade de Saint-Paul-lès-Dax, il le fait buter sous tous les angles par grand vent.
Sa grande spécialité est le coup de pied tombé, le drop. Du pied droit comme du pied gauche, Pierre Albaladejo tire des drops. Quatre drops en finale du Challenge Yves du Manoir 1959, trois lors de France-Irlande 1961, deux lors de Nouvelle-Zélande-France le 22 juillet 1961, deux autres lors d'Australie-France le 26 août 1961 sont à l'actif de « Monsieur Drop ».
« Pour le premier test en Nouvelle-Zélande, en 1961, j'arrive avec une réputation terrible. Je passe deux drops. Un du gauche, un du droit. Le lendemain, le fameux Don Clarke, mon homologue-buteur néo-zélandais, m'invite dans sa ferme, où il a planté des poteaux. Très bon pour les pénalités, il était incapable de passer un drop difficile. Il voulait savoir pourquoi. J'ai compris en le voyant s'entraîner : il était devenu un pur automate, discipliné, robotisé. En fait, passer des drops n'est pas une affaire de buteur. C'est une question d'instinct. L'instinct du drop est celui d'un gibier traqué qui se défend. Et rien d'autre. Et ça, désolé, ça ne s'apprend pas. On l'a dans le sang. ».
À l'ouverture, il lance le jeu d'attaque avec sa silhouette élégante. Il paraît destiné aux tâches nobles, il est particulièrement doué. Son jeu au pied à un poste de demi d'ouverture est une bonne arme tactique.
Bien qu'il n'ait jamais joué au rugby à XIII, il confesse « une grande admiration » pour le joueur Gilbert Benausse qu'il a croisé au bataillon de Joinville et qu'il considère comme le plus grand des ouvreurs « Les deux codes confondus ».

## Carrière de consultant sportif, autres revenus et activités

### Consultant sportif

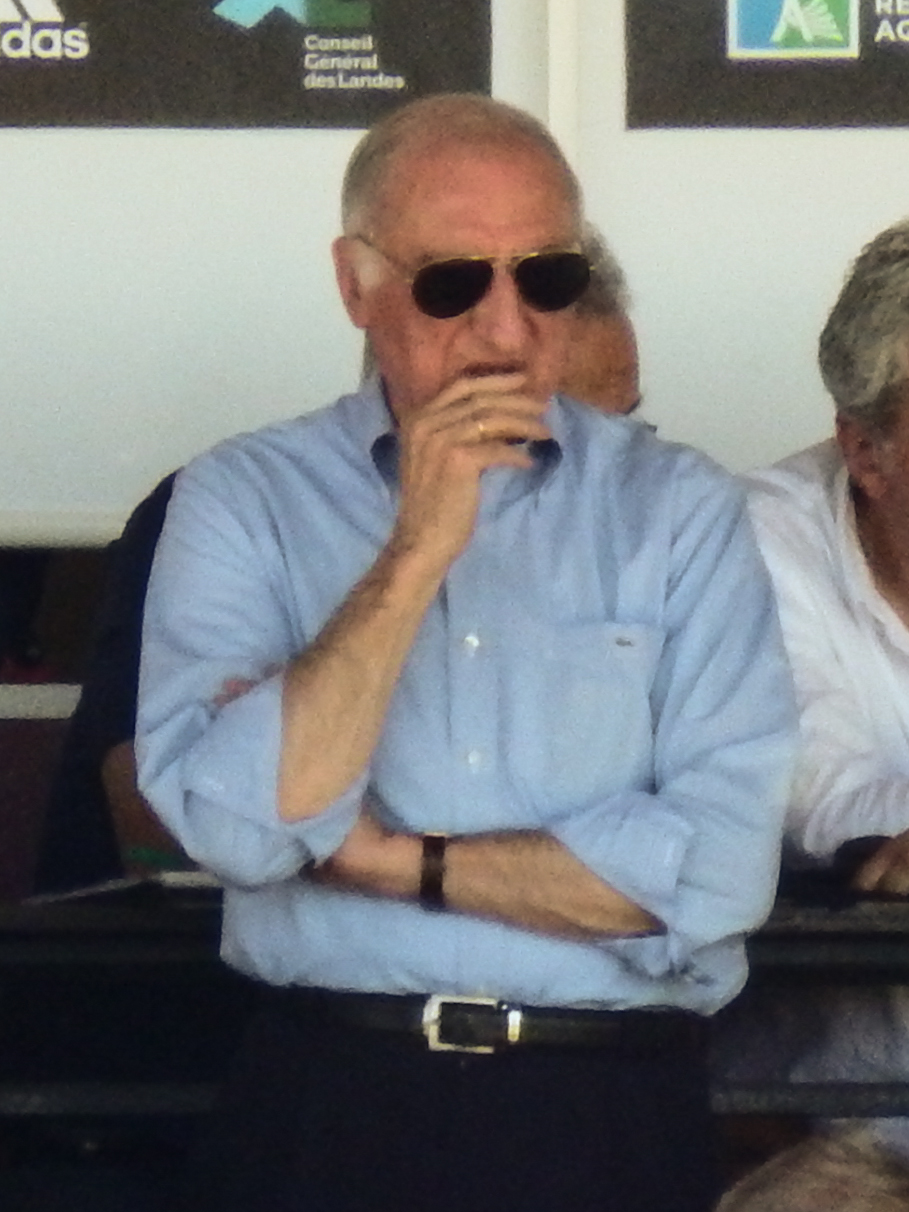
Pierre Albaladejo, ici en 2015, tire définitivement sa révérence en tant que consultant sportif en 2007.

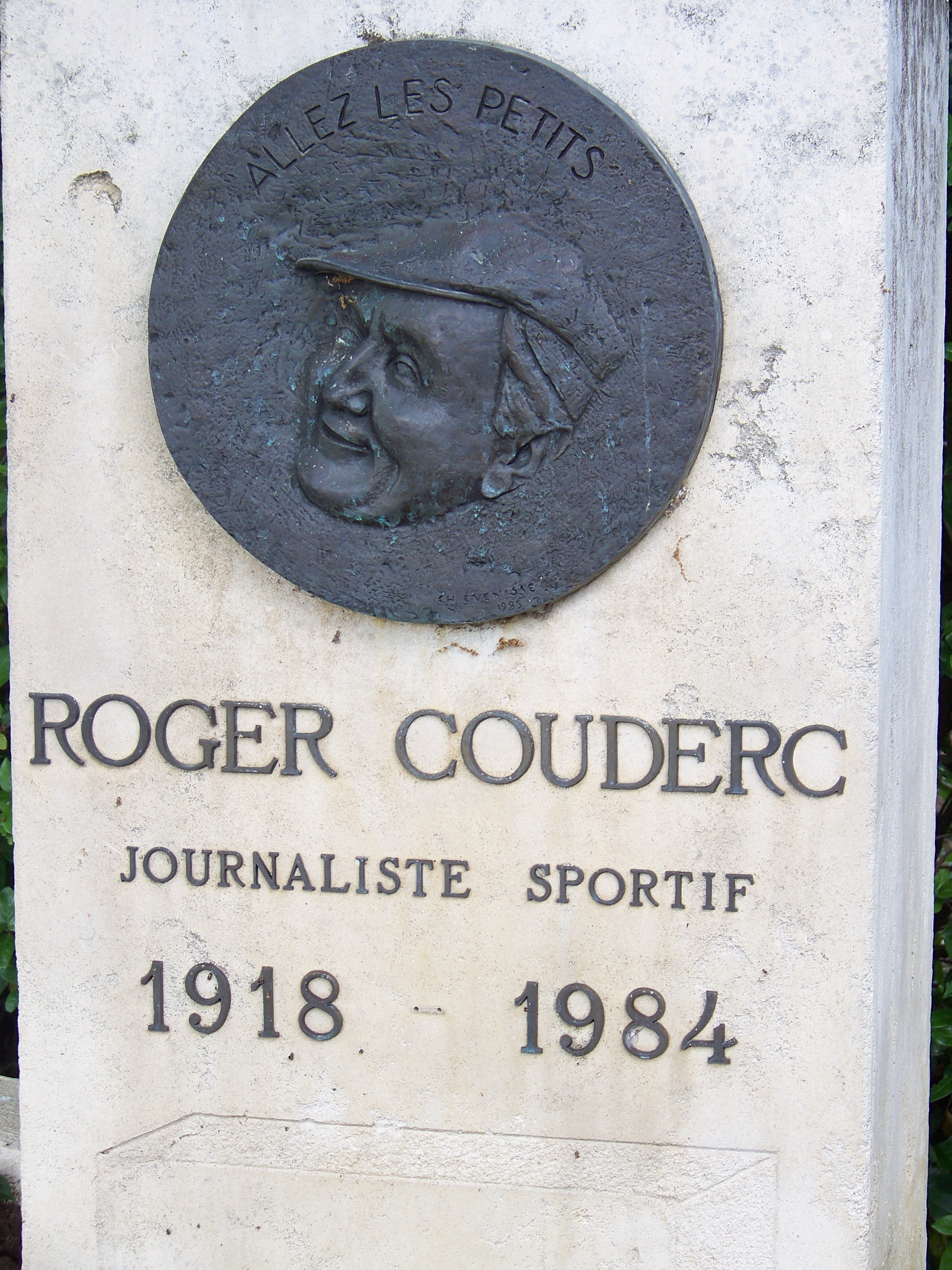
Roger Couderc côtoie le joueur avant de devenir le partenaire de Pierre Albaladejo à la radio et à la télévision jusqu'en 1983.

Pierre Albaladejo devient le premier consultant sportif à la radio en 1968. Le patron d'Europe 1, Maurice Siégel, lui annonce: « Je vais faire de vous le premier consultant. Vous allez essuyer les plâtres, mais, vous verrez, dans quelques années, il y aura des consultants pour tout ». Pour ces débuts, le 6 janvier 1969, Pierre Albaladéjo est aux côtés d'Émile Toulouse pour suivre le match France-Écosse. « L'accès à la tribune de presse m'est interdit car je n'ai pas de carte de presse. Alors on improvise. Des grillages séparent les journalistes du public. Je suis contre le grillage, côté public, et Émile est côté presse. Je parle dans le micro qu'il me tend à travers le grillage. Mais, le temps qu'il finisse sa question et qu'il parvienne à glisser le micro entre les grilles, il y a chaque fois deux secondes de blanc à l'antenne. ». La Fédération française de rugby (FFR) est réticente et pas coopérative. En 1971, il est associé à Roger Couderc sur Europe 1. Les relations avec les dirigeants du rugby français se normalisent.
En 1975, le duo rejoint la télévision et Antenne 2 pour le premier match télévisé retransmis par cette nouvelle chaîne,. Il ajoute alors sa technicité à l'enthousiasme débordant de Couderc. Le Lotois prend sa retraite en 1983, quelques mois avant sa mort, en février 1984. Une année sabbatique après le décès de son compère, l'ancien joueur commente ensuite aux côtés de Pierre Salviac. Il arrête les commentaires télévisés de l'équipe de France le 10 avril 1999 lors de la dernière édition du Tournoi avec Cinq Nations. Un mois plus tard, il commente son dernier match de rugby toutes compétitions confondues à la télévision, avec la finale du championnat de France 1998-1999 le 29 mai, opposant le Stade toulousain et l’AS montferrandaise. Après ces quinze saisons, il a alors commenté 640 matchs, dont 420 test. Il est consultant sur Europe 1 pour la Coupe du monde de rugby à XV 1999. Il arrête en 2007. Il apporte une touche personnelle à sa prestation. Il emploie des expressions passées dans le dictionnaire du rugby. « Remettre l'église au milieu du village » (mettre de l'ordre dans l'alignement), « Faire tomber la cabane sur le chien » (faire s'écrouler la mêlée)… Des expressions occitanes hautes en couleur. Avec des commentaires techniques précis pour un sport aux règles difficiles pour un non-initié. Il a marqué le rugby français, selon le quotidien sportif français, L'Équipe.
En 2008, il reçoit le Prix de la carrière décerné par l'Association des écrivains sportifs. Le Prix de la carrière récompense une femme ou un homme qui, tout au long de sa carrière, par ses écrits ou par ses travaux, a apporté une contribution importante au sport, à sa diffusion et son retentissement.

### Autres activités

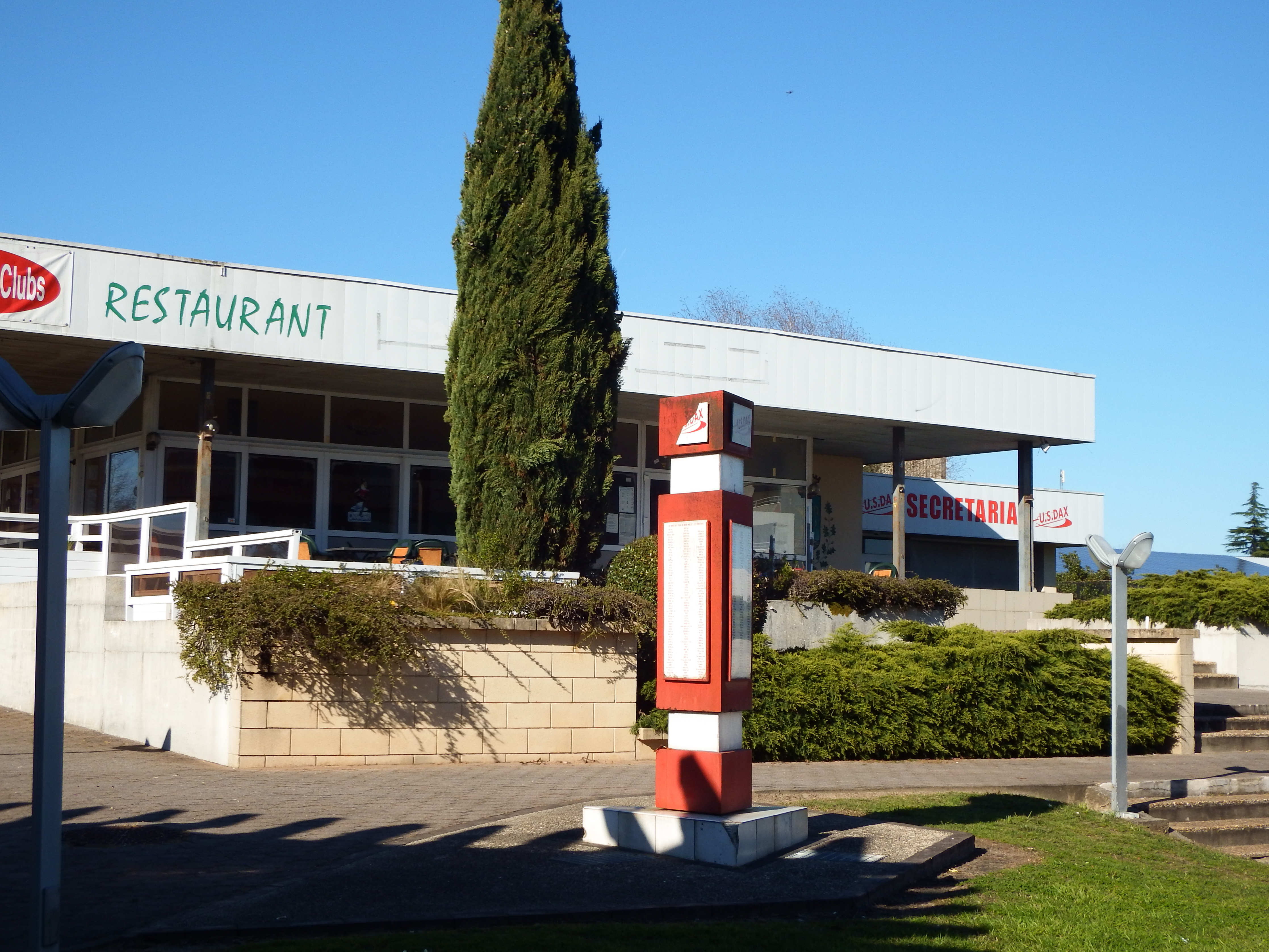
Pierre Albaladejo contribue à l'ouverture du siège de l’US Dax, dont le bâtiment abrite depuis les années 2000 le secrétariat du club et un restaurant. Une stèle rassemble les noms des participants à l'initiative de Bala.

Également passionné de tauromachie, il commente les corridas sur Canal+. Pendant 17 ans de 1986 à 2003, il présente l'émission Toromania sur France 3 Aquitaine.
Pierre Albaladejo s'investit activement auprès du club de l'US Dax après sa retraite sportive, qu'il appelle sa deuxième famille. Il est nommé président de la commission de rugby de l'US Dax après le départ de René Dassé. Président d'honneur du club, il est également le président officiel du club omnisports landais de 1988 à 1993 après le décès de Paul Lasaosa, alors en poste. Il est par ailleurs l'un des premiers présidents de la section golf de l'US Dax omnisports, de 1985 à 1987. Créée en juin 1984, elle s'est particulièrement développée sous sa présidence. Bala participe à la rénovation du stade Maurice-Boyau en y installant l'éclairage, avant de participer en 1990 à l'ouverture du siège du club, à quelques mètres du stade, après son initiative de récolte de fonds sous le slogan « Un même toit pour un même maillot ».
Il profite de sa notoriété de joueur pour évoluer professionnellement. « Les dirigeants du club m'ont dit : « Écoute, Pierrot, il faut t'élever socialement. Nous sommes une ville thermale, tu peux faire du tourisme, de la restauration… J'ai pris quelques cours chez Pigier, après, j'ai ouvert des campings, une brasserie. Je n'ai jamais eu besoin de la radio et la télé pour avoir de l'argent. À l'époque, les dirigeants s'occupaient vraiment de la réussite sociale, pas simplement de ramasser l'argent. »

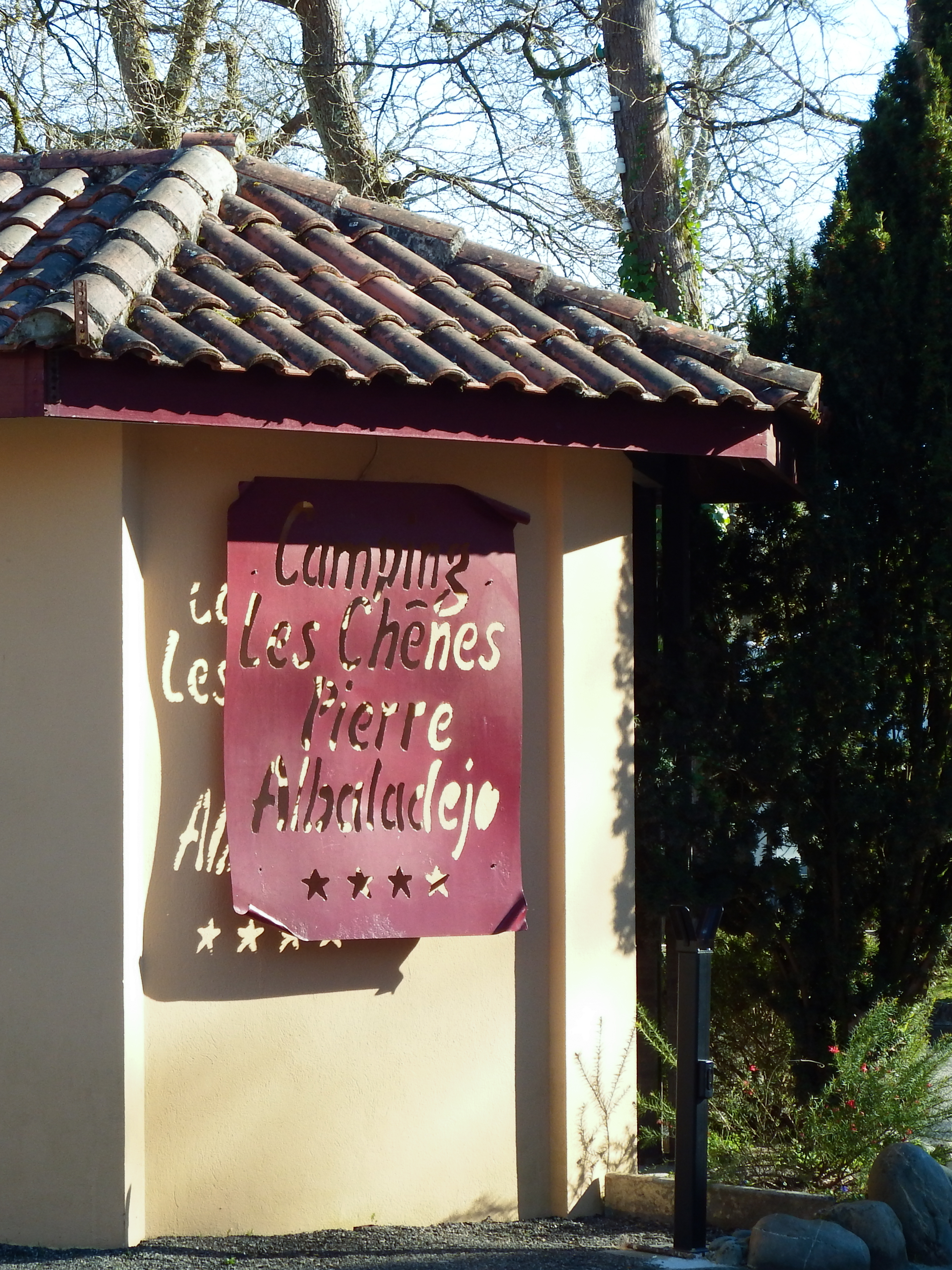
Pierre Albaladejo a créé plusieurs campings, dont un dans sa ville natale.

Il possède encore deux campings dans les Landes, l'un situé à Saint-Girons plage à 40 kilomètres de Dax,, l'autre dans sa ville natale. Il a également d'autres affaires: un centre de vacances, un restaurant et une brasserie. Il revend cette dernière en 1975, alors que son enseigne, le « Bala Club », lui rend hommage dans le centre de Dax jusque dans les années 2010.
Il est membre de l'Académie des sports, il préside la Commission d'éthique de la Fédération française de rugby avant de démissionner en novembre 2010.
Il a publié Les clameurs du rugby en avril 2007 et Les mouches ont changé d'âne(Las moscas an cambiat d'aso) en 1999, consacré aux expressions gasconnes dont il ponctuait ses commentaires télévisuels.  
Il est le parrain d'une équipe suisse portant son nom, l'Albaladejo Rugby Club (ARCL), basée à Lausanne, dans le canton de Vaud. Il donne également son nom au stade de rugby à XV de Joué-lès-Tours, érigé en 1987. Pierre Albaladejo, très populaire, apparaît dans la série télévisée Allez la rafale! (1977), feuilleton radiophonique écrit par Jean Chouquet, dialogué par Denis Lalanne, diffusé quotidiennement sur les ondes de France Inter. Il joue son propre rôle.
En juillet 1996, il est élevé au grade de chevalier de la Légion d'honneur,,. En avril 2007, il est promu Officier de la Légion d'honneur,.
Le 8 septembre 2017, une statue à l'effigie d'Albaladejo est inaugurée,. Localisée dans un square à proximité du siège de l'US Dax lui-même à quelques centaines de mètres du stade Maurice-Boyau, elle est réalisée par le sculpteur Christian Maas. Elle représente le demi d'ouverture en action de jeu, initiant une passe avec un ballon de rugby ; le visuel est lui-même inspiré d'une photographie du Miroir des sports datant de 1964. L'initiative, provenant de l'association US Dax et de la municipalité de la ville dacquoise, a coûté 45 000 euros. À la demande d'Albaladejo, la statue est entourée par une trentaine de stèles portant le nom de chacun des autres joueurs de l'USD ayant également porté le maillot de l'équipe de France ; la majorité de ces derniers est d'ailleurs présente lors de la cérémonie d'inauguration, ainsi que d'autres figures du rugby landais et basque,. Le demi d'ouverture dacquois est l'un des rares joueurs de rugby à être honoré de son vivant, après le demi de mêlée gallois Gareth Edwards et le deuxième ligne néo-zélandais Colin Meads.

## Distinctions
- Chevalier de la Légion d'honneur (décret du 12 juillet 1996)[99]
- Officier de la Légion d'honneur (décret du 6 avril 2007)[102]